# Wilwisheim
Wilwisheim ist eine französische Gemeinde mit 747 Einwohnern (Stand 1. Januar 2021) im Département Bas-Rhin in der Region Grand Est (bis 2015 Elsass). Sie ist Mitglied der Communauté de communes du Pays de la Zorn. Ein wichtiger Erwerbszweig ist die Landwirtschaft.

## Geografie
Das Dorf liegt in der Oberrheinischen Tiefebene am Nordufer des Flusses Zorn. Wilwisheim wird von der SNCF mit einem eigenen Bahnhof bedient. Parallel zur Eisenbahnlinie verläuft die Departementsstraße D 421, die in westlicher Richtung nach etwa zwölf Kilometern zur Stadt Saverne führt.

## Bevölkerungsentwicklung
| 1962 | 1968 | 1975 | 1982 | 1990 | 1999 | 2006 | 2014 | 2021 |
| ---- | ---- | ---- | ---- | ---- | ---- | ---- | ---- | ---- |
| 457  | 479  | 483  | 512  | 600  | 680  | 662  | 721  | 747  |
|      |      |      |      |      |      |      |      |      |

## Persönlichkeiten
- Friedrich von Wangen-Geroldseck (* 1727 in Wilwisheim; † 1782 in Pruntrut), Fürstbischof von Basel